# Chinnathimmanagolla Halli, Hosakote
Chinnathimmanagolla Halli là một làng thuộc tehsil Hosakote, huyện Bangalore Rural, bang Karnataka, Ấn Độ.